# Cabify
Cabify é uma empresa multinacional de rede de transporte. Ela fornece carros de alto padrão para serem solicitados através de seu aplicativo para smartphone. Os carros são dirigidos pelos seus donos, que precisam passar por um rigoroso processo seletivo.

## História
A Cabify foi fundada em 2011 por Juan de Antonio, um empreendedor espanhol, engenheiro de telecomunicações, formado na Universidade Stanford. De Antonio sentiu a motivação para criar uma empresa de rede de transporte por suas experiências com motoristas de táxi na Ásia e América Latina, onde tinha que negociar os preços das corridas, encontrava problemas obtendo um recibo e tinha que suplicar os motoristas a pararem o taxímetro.
De Antonio começou a discutir a ideia com Adeyemi Ajao, um dos fundadores da Tuenti, e Brendan Wallace. Eles montaram sua primeira rede de transporte em Madrid e Barcelona, e a ideia chamou a atenção de investidores do Vale do Silício. Juan de Antonio continuou atuando como CEO, e Ajao e Wallace viraram conselheiros enquanto gerenciavam suas próprias empresas. Samuel Lown se juntou à empresa como Diretor de Tecnologia em julho e Michael Koper e Adrian Merino entraram dois meses depois.
Em fevereiro de 2012, 6 semanas após lançamento oficial, a Cabify já havia cadastrado aproximadamente 20,000 usuários e completado aproximadamente 3,000 corridas em Madrid. Nos próximos dois anos, mais de 150 motoristas de táxi se juntariam à empresa. Em setembro de 2012, a empresa recebeu $4 milhões de dólares numa rodada de investimentos de fundos como Black Vine e Emerge, e de investidores-anjos através da organização AngelList (inclusive os Irmãos Winklevoss) e um grupo de investidores da América Latina.
Um ano após a sua fundação na Espanha, a Cabify começou a operar na América Latina, abrindo subsidiárias no México, Chile e Peru. Em poucos anos, 80% da receita da Cabify viria da América Latina.
A segunda rodada de investimento da empresa chegou em abril de 2014. O investimento de 8 milhões de dólares foi liderado pela Seaya Ventures. Naquele momento, Cabify tinha mais de 100,000 downloads de seu app globalmente, 35,000 dos quais vinham da Espanha.
No começo, o serviço se chamava "Executive" e era dirigido a um grupo de nicho, com carros de alto padrão que eram um pouco mais caros que os táxis. Em junho de 2013, a empresa lançou o serviço Cabify Lite, com carros menos luxuosos que eram normalmente mais baratos que táxis. No final de 2015, a categoria Cabify Lite representava 85% da oferta da empresa.
O maior investidor da empresa, o gigante de e-commerce Japonês Rakuten, que também é um dos principais investidores no aplicativo de carros Lyft, fez seu primeiro investimento na Cabify em outubro de 2015, quando forneceu capital para aumentar a expansão na região da América Latina. Naquele ano as receitas da Cabify chegaram a $40 milhões anuais, de $10 milhões em 2014 e $1 milhão em 2013. A empresa também fez uma parceria com o aplicativo Waze para completar suas corridas com rapidez e aumentar a segurança de ambos motoristas e passageiros.
Com o novo investimento, Cabify aumentou sua expansão no México. O programa Hoy No Circula, na Cidade do México, gerou um aumento de demanda de 200%. Naquele período, a Cabify reduziu suas tarifas em 25% para motivar os residentes a usarem uma forma alternativa de transporte. Também, fez uma doação de parte de sua receita à  UNICEF. Naquela época, a empresa operava em seis cidades mexicanas: Cidade do México, Monterrey, Querétaro, Puebla, Guadalajara e Toluca.
Em abril de 2016, a Rakuten investiu $92 milhões a mais na Cabify. O investimento da Rakuten foi parte de uma rodada de investimentos que totalizou $120 milhões. A empresa também anunciou que começaria a operar na Argentina (Buenos Aires e Rosario), Brasil (São Paulo), Costa Rica, Portugal (Lisboa), Bolívia, Equador, e Panamá. Também anunciou que expandiria seus serviços a novas cidades como Valparaíso e Viña del Mar, no Chile.
Quando a empresa anunciou que operaria na Colômbia, foi bem recebida pela Associação de Consumidores Livres. A Cabify começou a oferecer serviços a clientes corporativos em Bogotá em 2015. A Cabify abriu na cidade de Cali em abril de 2016 e anunciou sua expansão por Medellín e também as cidades de Barranquilla e Cartagena. Planejava oferecer seus serviços em Pereira, Manizales e Bucaramanga até o final do ano.
A empresa opera em sete cidades da Espanha - Madri, Barcelona, Valência, Bilbau, Vitória, Corunha, Málaga e também na ilha de Tenerife. Após a rodada de investimento em 2016, Cabify foi avaliada em aproximadamente $320 milhões. Atualmente tem 400 funcionários nas áreas de engenharia,  operações, vendas, marketing, logística e atenção ao cliente.

## Serviço
Cabify opera como ponto de contato entre clientes e uma rede de motoristas particulares, cuidadosamente selecionados, através de seu aplicativo para Android e iPhone, e também através de seu site. Os clientes pagam pelo serviço usando seus cartões de crédito ou conta PayPal, com opção de pagamento em dinheiro iniciado em alguns mercados em 2016. O  sistema de pagamentos é protegido pelo sistema de segurança Verisign da Symantec.
O serviço foi concebido como uma alternativa de transporte de alto padrão. Oferece três tipos de carros: Executive, com carros como Mercedes S-Class ou Audi A8, Lite (e.g Toyota Etius), ou Group (6 pessoas). Além destes serviços, a Cabify oferece outros serviços de acordo com a cidade, como: Cabify Express, um serviço de entrega via moto táxi, no Peru; Cabify Taxi, um serviço para acessar táxis locais, na Espanha; Cabify City, um serviço de motoristas independentes, no Chile; Cabify Bike, um serviço onde usuários podem se transportar com suas bicicletas no Chile, e Cabify Cash, um serviço onde usuários pagam com dinheiro ao invés de cartão de crédito, no Peru.
Cabify foi o primeiro serviço particular a oferecer uma opção de transporte para pessoas com deficiências. O serviço foi introduzido em parceria com a Peugeot no México, onde 6.6% da população tem algum tipo de deficiência. Desde que lançou, o serviço se expandiu e agora funciona no Chile, Espanha e Peru. Os planos da Cabify para o futuro incluem a expansão do Cabify Access, seu serviço para deficientes.
A empresa oferece serviços a dois tipos de clientes: corporativos e privados. Os clientes corporativos representam 60% da oferta. Cabify afirma que clientes corporativos são o foco dos serviços oferecidos. O serviço focado em clientes corporativos é usado para transportar funcionários, inclusive clientes grandes como  Google, Visa, Allianz, FCC, e Securitas Direct. A empresa tem construído relações corporativas e formado parcerias comerciais, incluindo com a LAN, a maior empresa aérea no Peru e no Chile, Aeroméxico, a maior empresa aérea mexicana, e os cartões de crédito Visa.
A empresa está tentando crescer de forma saudável, formando parcerias com empresas locais, contratando ambos táxis tradicionais e consumidores comuns como motoristas parceiros Cabify. A empresa dá ênfase nos clientes mais fiéis, por exemplo, direcionando seus carros durante as horas pico a regiões onde têm maior concentração de clientes ao invés de regiões onde a tarifa possivelmente fosse mais lucrativa.  Por causa disto, a empresa afirma que não tem necessidade de subsidiar motoristas ou oferecer grandes descontos a usuários, como muitos rivais fazem.

### Aplicativo
O app mostra a localização do motorista, chama o motorista mais próximo, direciona o motorista até o local onde se encontra o passageiro e exerce a função de intermediador do pagamento, com uma comissão de aproximadamente 25%. Assim que a corrida termina, Cabify envia um e-mail ao cliente com informações incluindo a distância, duração e custo da corrida. O cliente pode avaliar o motorista no app. Localizações podem ser salvas no app como favoritos para serem acessadas posteriormente com maior facilidade pelo passageiro. O sistema também possui uma fila de espera, que continua buscando o motorista mais próximo durante o período indicado pelo cliente (de 5 a 30 minutos). O serviço também pode ser reservado com até 30 dias de antecedência.
O serviço possibilita rastrear em tempo real o trajeto entre origem e destino das corridas. O app permite que o usuário escolha o tipo de serviço (Lite, Executive, Group) que deseja e permite que o usuário determine suas preferências, como se quer ou não o ar condicionado ligado, a estação de rádio preferida ou se quer que o motorista abra ou não a porta ao chegar à ao ponto de encontro do passageiro ou destino.
O app da Cabify também está integrado com o Waze para dar aos motoristas a melhor rota possível.

### Motoristas
Os carros e os motoristas parceiros da Cabify passam por um rigoroso processo de cadastro. Todo motorista precisa passar um teste psicométrico, testes toxicológicos e testes de direção. Eles também fornecem atestados de antecedentes criminais e comunicam multas de trânsito.
Todos os motoristas parceiros precisam usar roupas profissionais. É esperado que sejam educados e atenciosos com os passageiros, o que inclui muitas vezes serviços adicionais, como o fornecimento de garrafas de água com o logo da Cabify. Motoristas parceiros devem seguir a rota mais rápida até o destino. Se mudarem a rota sem o pedido ou a autorização do passageiro, podem ser penalizados pela Cabify.

### Posição Legal
Diferentemente de alguns concorrentes, a Cabify se esforça para trabalhar em conjunto com governos locais para encontrar uma forma de operar legalmente. A empresa tem sido bem-sucedida até agora, operando legalmente  nos países onde está presente.
No caso da Espanha, os motoristas parceiros possuem uma licença VTC (vehículos de transporte con conductor). Isto ajudou a empresa a evitar o que aconteceu com Uber, seu principal concorrente, que foi banida da Espanha com um mandado judicial no final de 2015.
O sindicato espanhol de taxistas processou a Cabify em 2015, pedindo um mandado de segurança contra a empresa.  A Cabify argumentou que, apesar de seu nome, não era uma empresa de táxi. Foi classificada com uma agência de viagens porque não eram motoristas de táxi e sim um fornecedor de serviço de transporte. A Cabify se defendeu dizendo que seus motoristas eram prestadores de serviço.  A corte judicial de Madrid rejeitou a acusação contra a Cabify.
O Sindicato de Taxistas de Santiago protestou contra a Cabify e Uber, convocando uma greve nacional em maio de 2016. Diversas celebridades do Chile, usuárias de Cabify, como Cristián Sánchez e Renata Ruiz, apoiaram a empresa filmando um vídeo onde deram suas razões por usar Cabify. Depois de buscar uma solução legal com o governo chileno por mais de seis meses sem sucesso, Cabify lançou o Cabify City, conectando motoristas independentes com o aplicativo. Cabify City é o primeiro serviço da empresa sem regulamentação.

### Principais Diferenças
Apesar de ser frequentemente chamada o “Uber da Europa" ou o "Uber da Espanha", a Cabify tem diferenças quando comparada ao seu principal competidor, principalmente no que diz respeito a sua política de preços.
Cabify cobra por quilômetro rodado dentro da rota ótima. Isto significa que ele otimiza a distância entre dois pontos para que o passageiro só pague pela rota mais direta, independentemente da rota escolhida pelo motorista parceiro. Diferentemente disso, Uber cobra a distância do trajeto e também o tempo do trajeto.
Além do mais, a Cabify tem tarifa fixa, onde o preço por quilômetro não muda, independentemente da hora do dia. Uber, por outro lado, tem preços dinâmicos que mudam em horas pico, clima ou eventos locais. A Cabify descreve essa característica de seu serviço como sendo motivada por questões sociais.
Num teste feito pela ABC, Cabify mostrou-se mais barato que Uber e que táxis tradicionais para o mesmo trajeto.
Outro grande diferencial da Cabify é a possibilidade de agendar corridas e não somente pedidos imediatos.

## Locais
Com operações em boa parte da América Latina e Espanha, a empresa oferece dois serviços, um para empresas e outro para particulares.
Como uma das maiores empresas de rede de transporte em países de língua espanhola, Cabify opera no México, Chile, Argentina, Bolívia, Colômbia, Peru, Panamá, Equador e Espanha. No início de 2016, Cabify divulgou ter mais de 1 milhão de instalações do aplicativo globalmente, a grande maioria vindo da América Latina e o resto da Espanha.
Entre 2016 e 2019, a Cabify também operou em Portugal, tendo sido sido a segunda empresa deste tipo de transporte (chamado em Portugal de TVDE - transporte individual e remunerado de passageiros em veículos descaracterizados a partir de plataforma eletrónica), depois da Uber.